# Ctesifont (orador)
Ctesifont (grec antic: Κτησιφῶν, llatí: Ctesiphon), fill de Leòstenes d'Anaflist, fou un orador atenès que va viure al segle iv aC.
L'any 336 aC va proposar que es concedís una corona d'or a Demòstenes pels serveis que havia prestat a Atenes. Èsquines, rival de Demòstenes, va iniciar l'any 330 aC un judici contra Ctesifont per haver fet aquesta proposta, i el va atacar amb un discurs anomenat Contra Ctesifont. Demòstenes es va defensar a ell mateix a Ctesifont en el discurs Sobre la corona, on va guanyar a Èsquines.